# Сивково (Владимирская область)
Сивково — деревня в Александровском районе Владимирской области, входит в состав Андреевского сельского поселения.

## География
Деревня расположена в 17 км на северо-запад от центра поселения села Андреевское и в 12 км на северо-восток от Александрова. 

## История
В конце XIX — начале XX века деревня входила в состав Александровской волости Александровского уезда. В 1859 году в деревне числилось 8 дворов, в 1905 году — 13 дворов, в 1926 году — 11 дворов.
С 1929 года деревня входила в состав Мошнинского сельсовета Александровского района, с 1948 года — в составе пригородной зоны города Александрова, с 1954 года — в составе Балакиревского сельсовета, с 1965 года — в составе Александровского района, с 1975 года — в составе Майского сельсовета, с 2005 года — в составе Андреевского сельского поселения.

## Население
| 1859 | 1905 | 1926 | 2002 | 2010 | 2021 |
| ---- | ---- | ---- | ---- | ---- | ---- |
| 70   | ↗83  | ↘48  | ↘7   | ↘6   | ↗9   |